# ارنست شونکان
ارنست شونکان (انگلیسی: Ernest Shonekan؛ زادهٔ ۹ مهٔ ۱۹۳۶ – ۱۱ ژانویهٔ ۲۰۲۲) سیاستمدار و وکیل مسیحی اهل نیجریه بود.

## بحران جمهوری سوم
در ۲ ژانویه ۱۹۹۳، شونکان به‌طور همزمان به عنوان رئیس شورای انتقالی و رئیس دولت در زمان ابراهیم بابانگیدا مسئولیت را بر عهده گرفت. در آن زمان، شورای انتقالی به عنوان مرحله نهایی طراحی شد تا با تغییراتی در قانون و برنامه‌ریزی به یک رهبر دموکراتیک منتخب جمهوری سوم نیجریه تبدیل شود.
شونکان با توجه به وضعیت وخیم مالی دولتش نتوانست آن را اصلاح نماید. دولت در مورد تعهدات بدهی بین‌المللی به سختی تحت فشار قرار داشت و مجبور بود برای بازنگری بدهی‌های دولت به مذاکرات دائمی ادامه دهد.
در اوت ۱۹۹۳، بابانگیدا به دنبال ابطال انتخابات ۱۲ ژوئن از سمت خود استعفا داد. او فرمانی مبنی بر تأسیس دولت ملی موقت به رهبری شونکان را امضا کرد که متعاقباً به عنوان رئیس دولت سوگند یاد کرد.

## زندگی شخصی و مرگ
شونکان با مارگارت شونکان ازدواج کرده بود. او در ۱۱ ژانویه ۲۰۲۲ در سن ۸۵ سالگی در بیمارستان اورکر در لاگوس درگذشت.